# Чукали (Великоігнатовський район)
Чука́ли (рос. Чукалы, ерз. Чукал веле) — село у складі Великоігнатовського району Мордовії, Росія. Входить до складу Чукальського сільського поселення.

## Географія
Село розташоване на річці Трокслей. Відстань до районного центру села Велике Ігнатово становить 7 км.

## Етимологія
Назва села походить від дохристиянського мордовського імені Чукай.

## Історія
В документах село вперше згадується з 1624 року.
1612 року на річці П'яна, біля місця розташування сучасного села, мордовський мурза Баюша Расгільдеєв перестрів загін Ногайської орди, 7 тисяч вояків якої здійснювали набіг на міста Алатир та Арзамас. Два дні тривав бій, ерзянам вдалося затримати орду. У наступному бою біля Ардатова ногайців розбили, близько 500 осіб їх загинуло, серед них і ватажок набігу мурза Курмаметя. Залишки орди відступили.
Місце цієї битви є священним для ерзянського народу. Люди насипали курган на місці поховання полеглих бійців і збиралися сюди на колективні моління. 1999 року тут було проведено відновлений традиційний ерзянський народний фестиваль Раськень Озкс. З 2004 року свято набуло офіційного характеру і тепер проводиться кожні 3 роки.
В радянські часи в селі існував колгосп «Красний Октябр».

## Населення
Населення — 255 осіб (2010; 307 у 2002).
Національний склад (станом на 2002 рік):
- ерзяни — 92 %

## Господарство
Село має школу, будинок культури, дитячий садок, медпункт, магазин.

## Відомі люди
В селі народились Герой Радянського Союзу Єделев Петро Васильович (1909—1973), Герой Соціалістичної Праці Я. Ф. Асманов (1914—1986), педагог П. П. Шунейкін (народився 1903 року, репресований у 1928 році, реабілітований у 1955 році, дата смерті невідома).
1995 року Євген Коченов із села, учень 11 класу Великоігнатовської середньої школи, брав участь у навколосвітній подорожі на навчальному парусному барку «Крузенштерн».